# کارل ولتسین
کارل ولتسین (آلمانی: Karl Weltzien؛ ۸ فوریهٔ ۱۸۱۳ – ۱۴ نوامبر ۱۸۷۰) یک شیمی‌دان اهل آلمان بود.